# Рено 25
Рено 25 (фр. Renault 25) је аутомобил који је производила француска фабрика аутомобила Рено од 1983. до 1992. године.

## Историјат
Представљен је крајем 1983. године, а продаја је почела у марту 1984. године. Био је то велики корак у сваком погледу у односу на претходни модел Рено 20/Рено 30. Дизајниран је од стране француских инжењера Гастона Жушеа и Роберта Опрона, који су се определили за верзију лифтбек са петора врата, која му је требала дати предност при куповини у односу на класичне лимузине. Од самог почетка био је дизајниран као аеродинамичан аутомобил са свега 0,31 коефицијентом отпора ваздуха, што је кључни фактор за уштеду горива.
Током свог периода Рено 25 био је највећи, најлуксузнији и најскупљи модел у линији компаније. Године 1985, осваја друго место у избору за Европски аутомобил године иза Опел кадета. Сви модели су се производили у месту Сандовилу, близу града Авр на северу Француске. Највећи конкуренти су му били Форд скорпио, Фијат крома, Опел омега, Ауди 100, BMW серија 5 (Е28 и Е34), Пежо 605, Саб 9000.
Прве три године постојања донеле су прилично ниску продају на извозним тржиштима, највише због проблема са електроником. Редизајн је урађен јуна 1988. године, добивши нови предњи део, задња светла, нове материјале у унутрашњости и унапређено предње вешање. Том приликом добија и нове моторе.
Производња је окончана 1992. године, када га наслеђује модел сафран.
У сарадњи са American Motors Corporation (AMC) на америчком тржишту се продавао под називом Eagle Premier. Када је 1987. године марка AMC продата Крајслеру, овај аутомобил се продавао као преправљена верзија под називом „Доџ монако” од 1990. до 1992. године.

## Мотори
| Модели          | Тип мотора | Запремина | Снага           | Момент              | 0–100 km/h | Брзина   |
| Бензин          | Бензин     | Бензин    | Бензин          | Бензин              | Бензин     | Бензин   |
| --------------- | ---------- | --------- | --------------- | ------------------- | ---------- | -------- |
| TS, GTS         | R4         | 1995 cm³  | 74 kW (101 КС)  | 158 Nm при 3000/min | 11,5 сек.  | 182 km/h |
| TX, TXE         | R4         | 2165 cm³  | 79 kW (107 КС)  | 170 Nm при 3500/min | 11,6 сек.  | 187 km/h |
| TX, GTX, TXE    | R4         | 1995 cm³  | 88 kW (120 КС)  | 168 Nm при 4500/min | 10,7 сек.  | 195 km/h |
| GTX             | R4         | 2165 cm³  | 89 kW (121 КС)  | 178 Nm при 2750/min | 10,3 сек.  | 195 km/h |
| TI, TXI         | R4         | 1995 cm³  | 103 kW (140 КС) | 176 Nm при 4300/min | 9,9 сек.   | 203 km/h |
| TI              | R4         | 1995 cm³  | 99 kW (135 КС)  | 174 Nm при 4300/min | 9,9 сек.   | 203 km/h |
| V6 Injection    | V6         | 2664 cm³  | 104 kW (141 КС) | 215 Nm при 2500/min | 10,0 сек.  | 201 km/h |
| V6 Injection    | V6         | 2849 cm³  | 115 kW (156 КС) | 235 Nm при 2500/min | 9,3 сек.   | 208 km/h |
| TX V6 Injection | V6         | 2849 cm³  | 110 kW (150 КС) | 225 Nm при 2500/min | 9,3 сек.   | 208 km/h |
| V6 Turbo        | V6         | 2458 cm³  | 133 kW (182 КС) | 280 Nm при 3000/min | 8,1 сек.   | 228 km/h |
| V6 Turbo        | V6         | 2458 cm³  | 151 kW (205 КС) | 290 Nm при 2500/min | 7,4 сек.   | 233 km/h |
| Дизел           |            |           |                 |                     |            |          |
| TD, GTD         | R4         | 2068 cm³  | 46 kW (63 КС)   | 124 Nm при 2250/min | 18,3 сек.  | 155 km/h |
| GTD             | R4         | 2068 cm³  | 51 kW (69 КС)   | 137 Nm при 3000/min | 17,5 сек.  | 165 km/h |
| Turbo D/DX      | R4         | 2068 cm³  | 63 kW (86 КС)   | 181 Nm при 2000/min | 13,1 сек.  | 172 km/h |

## Галерија
- Пре редизајна
- Прва серијa
- После редизајна
- После редизајна
- Доџ монако
- Унутрашњост